# Walter Buchanan (cầu thủ bóng đá)
Walter Scott Buchanan (1 tháng 6 năm 1855 – 11 tháng 11 năm 1926) là một cầu thủ bóng đá người Anh, thi đấu ở vị trí tiền đạo.

## Sự nghiệp
Sinh ra ở Hornsey và học tại Trường Cranleigh, Buchanan thi đấu cho Clapham Rovers, và có 1 lần khoác áo đội tuyển quốc gia Anh năm 1876.